# Lulu – Die Geschichte einer Frau
Das Erotikdrama Lulu – Die Geschichte einer Frau von 1990 ist ein typisches Werk des spanischen Filmregisseurs Bigas Luna. Das Filmdrama entstand nach dem Roman (1989) der Schriftstellerin Almudena Grandes, der in Spanien in großer Stückzahl verkauft wurde. Das Buch befriedigte den erotischen Nachholbedarf der Spanier nach dem Ende der franquistischen Zensur, als im Land eine große Menge erotischer Literatur erschien.
Der dünne Erzählfaden folgt der jungen Lulú bei ihren sexuellen Erweckungen von der Intimrasur über Analverkehr, einem Dreier mit einem Transvestiten und danach einer Schwulengruppe bis hin zu einer Sadomaso-Orgie. Zwischendurch heiratet sie Pablo und bekommt mit ihm eine Tochter. Die Bilder, hieß es in einer Rezension, bewegen sich hart an der Grenze zum pornografischen Film.

## Kritik
Die Kritik gestand dem Film zu, er sei gut durchfotografiert, dosiert gewagt, zwischen Herrenmagazin und Softporno, gar ein „Markstein in der Geschichte der Erotik im Kino, auch wegen seiner zuckenden Wahrhaftigkeit und der Hingabe der Darsteller“. Einhellig stellte sie aber auch fest, dass der Film kaum Originalität bietet und bald langweilig wird, man habe alles schon oft gesehen. Die Erzählweise sei unfokussiert und ein klares Thema fehle.
epd Film urteilte über Lulu: „Der erotische Film gehört zu den schwierigsten Genres und erweist untrüglich die Qualitäten des Filmemachers. (...) Lulú gibt Veranlassung zu diesen Bemerkungen, weil in exemplarischer Weise die Schwierigkeiten des Genres deutlich werden.“ Der Fischer Film Almanach sprach von einem uninspirierten Softporno mit kitschigem Ende. Ein Lichtblick sei nur Hauptdarstellerin Francesca Neri. Das Lexikon des internationalen Films meinte: „Kunstgewerblich inszenierter Film, der keine Unterscheidung zwischen erotischer Zärtlichkeit und libidinöser Lust trifft und die grundlegende Problemstellung der Romanverfilmung nicht auszuloten vermag.“

## Veröffentlichung
Nachdem der Film in Deutschland am 6. Juni 1991 startete, wurde er von 177.610 Kinobesuchern gesehen. Seine Pay-TV-Ausstrahlung hatte er am 15. Januar 1993 auf PREMIERE.